# La voce della calunnia
La voce della calunnia (Personal Affair) è un film del 1953 diretto da Anthony Pelissier.

## Trama
La studentessa diciassettenne Barbara Vining si innamora, non corrisposta, del suo docente di latino, il professor Stephen Barlow. La moglie dell'insegnante, Kay, scopre la situazione e affronta direttamente la ragazza, che sentendosi umiliata, non ha altra soluzione che fuggire.
Poiché Barbara non fa rientro presso la casa dei suoi genitori per diversi giorni, il professor Barlow viene sospettato dai compaesani pettegoli di aver ucciso la giovane e rischia così di perdere sia il lavoro che la moglie. La situazione viene peggiorata dalla zia zitella di Barbara, Evelyn, che proietta sulla nipote una sua vicenda giovanile di amore non corrisposto.

## Produzione
Il regista Pelissier realizzò la pellicola dall'adattamento di un testo teatrale di Lesley Storm.
Intento del film è quello di mostrare come le calunnie possano distruggere la vita delle persone; a livello stilistico, in molte scene i dialoghi vengono sostituiti da musica d'atmosfera, che sottolinea la velocità e l'impatto del pettegolezzo.
Sul New York Times, Bosley Crowther lo definì "un film decente, alla fine noioso".
Glynis Johns, che in questo film interpretava una diciassettenne, aveva all'epoca delle riprese già trent'anni. Megs Jenkins, che impersonava sua madre ed era nata nel 1917, aveva trentasei anni.